# Vũ Viết Ngoạn
Vũ Viết Ngoạn (sinh năm 1958), là chính khách và quan chức nhà nước Chính phủ Việt Nam, ông là cựu sinh viên trường Trường Đại học Ngoại thương, là tiến sĩ tài chính hệ đào tạo từ xa Đại học La Salle, Hoa Kỳ (tuy nhiên Đại học La Salle nơi cấp bằng tiến sĩ cho ông bị nghi ngờ là cơ sở giáo dục lừa đảo bằng cấp). Quê quán: phường Nguyễn Trãi, quận Đống Đa, thành phố Hà Nội.
Ông nguyên là Tổ trưởng - Tổ tư vấn kinh tế của Thủ tướng Chính phủ. Trước đó, ông là Chủ tịch Ủy ban Giám sát Tài chính Quốc gia, quyết định có hiệu lực thi hành từ 22/7/2011.

## Tiểu sử
Ông Vũ Viết Ngoạn sinh năm 1958, là tiến sĩ tài chính từng giữ chức Chủ tịch Ủy ban Giám sát Tài chính Quốc gia. Trong những năm đầu thập niên 1990, ông học và lấy bằng Thạc sĩ về quản lý phong trào hòa bình, Đại học Bocconi, Milano, Italia.
Sau đó ông Ngoạn về nước và trở thành Phó giám đốc Sở giao dịch Ngân hàng TMCP Ngoại thương Việt Nam (Vietcombank). Năm 1996, ông giữ chức Phó Tổng Giám đốc Vietcombank. Năm 2000 ông giữ chức Tổng giám đốc Vietcombank.
Sau 7 năm làm Tổng giám đốc Vietcombank, ông giữ chức Phó Chủ nhiệm Ủy ban Kinh tế Quốc hội và là đại biểu Quốc hội Việt Nam khóa XIII.
Sau đó, ông đảm nhiệm vai trò Chủ tịch Ủy ban Giám sát Tài chính Quốc gia.
Ngày 28 tháng 7 năm 2017, Tổ Tư vấn kinh tế của Thủ tướng Chính phủ Việt Nam Nguyễn Xuân Phúc được thành lập theo Quyết định 1120/QĐ-TTg, ông được bổ nhiệm làm Tổ trưởng (tổ gồm 15 thành viên). Tổ có nhiệm vụ tư vấn cho Thủ tướng Chính phủ về các vấn đề phát triển kinh tế.
Ngày 30 tháng 3 năm 2019, Thủ tướng Chính phủ vừa ký Quyết định 334/QĐ-TTg quyết định ông Vũ Viết Ngoạn, Tổ trưởng Tổ Tư vấn kinh tế của Thủ tướng Chính phủ, nghỉ hưu theo chế độ từ ngày 1/4/2019.

### Tóm tắt
| Năm                 | Chức vụ                                                                                                |
| ------------------- | --- |
| 1991 – 1992         | Học và lấy bằng Thạc sĩ về quản lý phong trào hòa bình, Đại học Bocconi, Milano, Italia                |
| 1993 – 1995         | Phó giám đốc Sở giao dịch Ngân hàng TMCP Ngoại thương Việt Nam Vietcombank                             |
| 1995 – 1996         | Giám đốc khối thanh toán kế toán Ngân hàng TMCP Ngoại thương Việt Nam                                  |
| 1996 – 1998         | Phó Tổng giám đốc Ngân hàng TMCP Ngoại thương Việt Nam                                                 |
| 1998 – 2000         | Phó Tổng giám đốc kiêm Giám đốc Sở giao dịch Ngân hàng TMCP Ngoại thương Việt Nam                      |
| 2000 – 2007         | Tổng giám đốc Ngân hàng TMCP Ngoại thương Việt Nam                                                     |
| 2007 – 2011         | Phó Chủ nhiệm Ủy ban Kinh tế Quốc hội. Được Quốc hội bầu lại làm đại biểu Quốc hội Việt Nam khóa XIII. |
| 2011 - 7/2017       | Chủ tịch Ủy ban Giám sát Tài chính Quốc gia (Hàm tương đương Bộ trưởng).                               |
| 7/2017 - 30/03/2019 | Tổ trưởng - Tổ tư vấn kinh tế của Thủ tướng Chính phủ.                                                 |

## Khen thưởng
- Huân chương Lao động hạng 3
- Bằng khen của Thủ tướng Chính phủ
- Danh hiệu Tổng Giám đốc xuất sắc châu Á - Thái Bình Dương năm 2005[7]